# Radosław Jaworski
Radosław Jaworski,  (ur. 27 kwietnia 1981 w Pułtusku) – generał brygady Służby Ochrony Państwa. Funkcjonariusz Biura Ochrony Rządu w latach 2004–2018 oraz od 2018 Służby Ochrony Państwa. Od 2022 Komendant Służby Ochrony Państwa.

## Życiorys
Absolwent Wyższej Szkoły Humanistycznej im. Aleksandra Gieysztora w Pułtusku na kierunku Politologia (specjalność: Polityka Bezpieczeństwa Państwa) oraz Akademii Humanistycznej na kierunku Zarządzanie Bezpieczeństwem. Ukończył również podyplomowe studia menedżerskie na Uniwersytecie Warszawskim na Wydziale Zarządzania (specjalność: Zarządzanie Zasobami Ludzkimi).
W latach 2001–2003 pełnił zasadniczą służbę wojskową w 4. Brodnickim Pułku Chemicznym im. Ignacego Mościckiego oraz w 8. Ośrodku Szkolenia Specjalistów Czołgowych w Chełmnie w ramach którego służył również w Polskim Kontyngencie Wojskowym w Tymczasowych Siłach Zbrojnych Organizacji Narodów Zjednoczonych w Libanie „UNIFIL”, za co został uhonorowany Medalem w Służbie Pokoju.
W latach 2004–2018 funkcjonariusz Biura Ochrony Rządu. Pracował w pionie działań ochronnych w którym realizował zadania z zakresu ochrony najważniejszych osób w państwie, funkcjonariusz m.in. Wydziału Zabezpieczenia Specjalnego BOR. Pełnił służbę na placówkach zagranicznych RP: w Belgradzie (2008), Trypolisie (2011–2012) i, jako dowódca ochrony, Kabulu (2013–2014). 5 grudnia 2013 podczas zamachu terrorystycznego na konwój pełnił funkcję dowódcy grupy ochrony bezpośredniej. W latach 2019–2022 Dyrektor Zarządu Operacyjno-rozpoznawczego Służby Ochrony Państwa. 
4 listopada 2022 powołany przez Prezesa Rady Ministrów Mateusza Morawieckiego na stanowisko Komendanta Służby Ochrony Państwa.
9 listopada 2023 mianowany na stopień generała brygady SOP przez Prezydenta RP.

## Awanse
- 12 czerwca 2020:  podpułkownik SOP[3]
- 9 listopada 2022:  pułkownik SOP[4]
- 9 listopada 2023:  generał brygady SOP[5]

## Odznaczenia
- Gwiazda Afganistanu (2014)[1]
- Odznaka Honorowa „Za zasługi w działaniach poza granicami Rzeczypospolitej Polskiej” (2017)[1]
- Medal Gloria Intrepidis et Animi Promptis (2023)[6]
- Złoty Medal za Zasługi dla Policji (2023)[7]
- Złota Odznaka „Za zasługi dla więziennictwa” (2023)[8]
- Medal „Milito Pro Christo” (2024)[9]
- Medal w Służbie Pokoju ONZ (2002)